# Baccarat (kortspel)

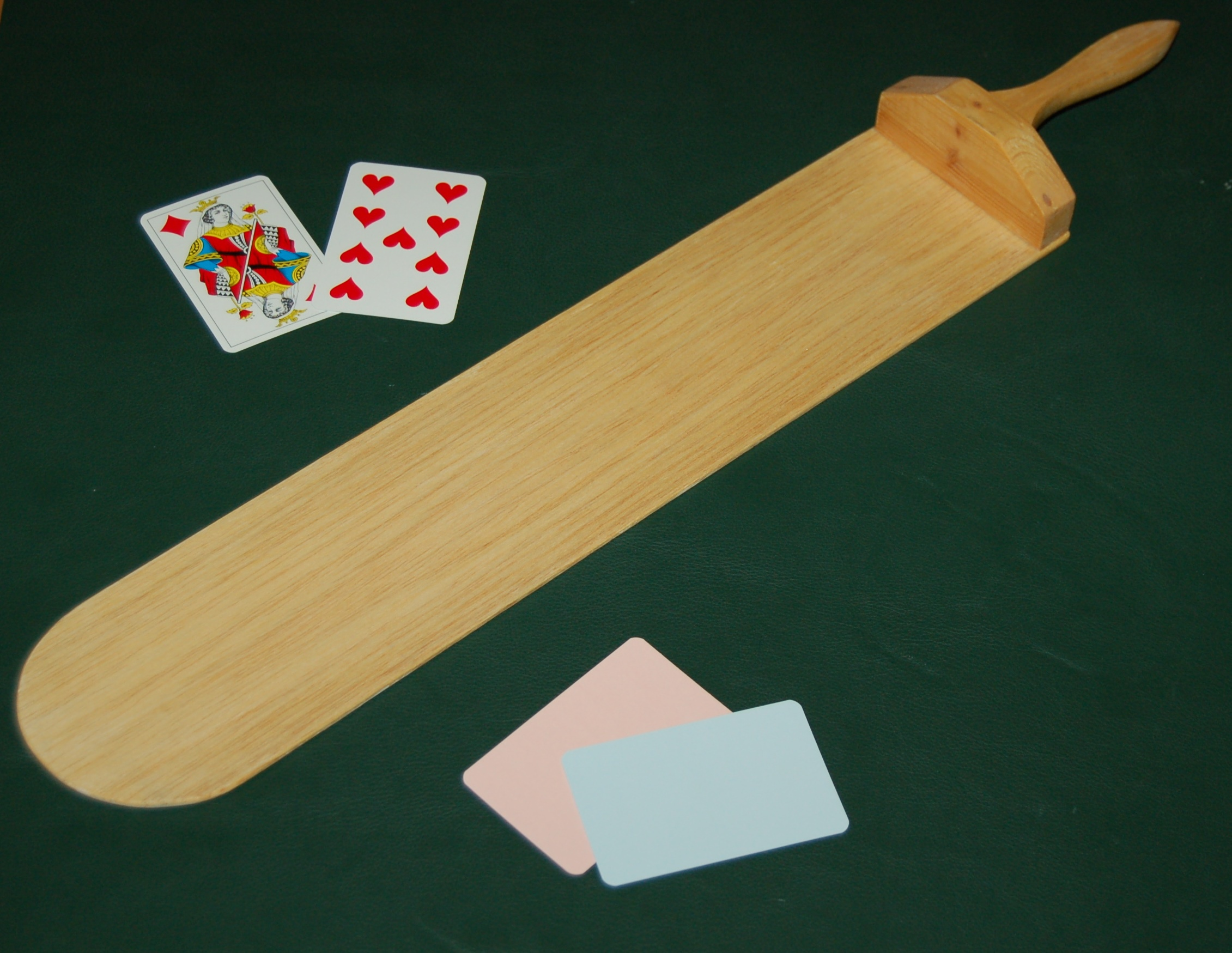
På grund av spelbordets storlek använder man i baccarat en speciell träspade för att dela ut korten.

Baccarat (uttal: [bakara´]) är ett kortspel, förekommande på kasinon, där det vanligen spelas med högre insatser än andra spel, ofta i en egen avskild del av kasinot och omgivet av en lyxbetonad rekvisita. Detta till trots är baccarat ett hasardspel som helt saknar skicklighetsmoment. Ett annat namn på spelet, använt bland annat på svenska kasinon, är punto banco.
Vanligen används sex sammanblandade kortlekar, som läggs i en speciell låda, kallad skon, och från vilken korten dras. Oavsett antalet deltagare delas bara två händer ut, kallade spelarhanden (eller punto) och bankhanden (eller banco). Deltagarna kan satsa på att spelarhanden vinner eller att bankhanden gör det. På många kasinon går det också att satsa på oavgjort.
Vinner gör den hand som kommer så nära 9 poäng som möjligt. Poängen räknas på kortens sammanlagda numeriska värde: ess är värt 1 poäng, nummerkorten efter vad som står på dem, kung, dam och knekt är alla värda 0 poäng. Om summan av korten blir tvåsiffrig stryks den första siffran (en 7:a och en 6:a är alltså värt 3 poäng, inte 13).
Efter att insatserna gjorts delas två kort vardera ut till spelarhanden och bankhanden. Dessa visas upp och de aktuella poängsummorna avgör om ett tredje kort också ska delas ut. Det finns föreskrivna strikta regler för i vilka lägen det tredje kortet ska dras.
Om spelarhanden vinner, betalas till de spelare som satsat på detta en vinst som är lika stor som insatsen. Om bankhanden vinner, blir vinsten densamma, men spelarna måste i det här fallet betala en provision på 5 % till kasinot. Vid oavgjort får spelarna insatserna tillbaka, såvida man inte satsat på oavgjort; i så fall blir vinsten 8 eller 9 gånger insatsen.
Spelet är av franskt ursprung och känt sedan mitten av 1800-talet.

## Varianter
I den närbesläktade spelvarianten chemin de fer är det inte kasinot som betalar ut vinster och samlar in förluster, utan i stället är det en av spelarna, i tur och ordning (eller en och samma hela tiden), som agerar bank. Denna spelare lägger upp ett kapital i form av marker framför sig, och de andra spelarna får sedan satsa valfria belopp, upp till motsvarande bankens innehåll.. Chemin de fer betyder "järnväg" på franska och syftar på den förflyttning kortskon gör runt spelbordet.
Baccarat banque, även kallat baccarat med två bord, är den äldsta europeiska varianten. Rollen som bank kan innehas av kasinot eller av någon av deltagarna, som då får betala en avgift till kasinot. En bankhand och två spelarhänder delas ut. Insatserna mot banken görs på någon av spelarhänderna, eller på båda samtidigt.
Olika former av baccarat har under tidens lopp färdats fram och tillbaka över Atlanten, något som har resulterat i vissa variationer i reglerna. Därför kan det som kallas "baccarat" på ett kasino kanske snarare likna det man kallar "chemin de fer" på ett annat.

## Baccarat i populärkulturen
I romanen Casino Royale, den första av Ian Flemings böcker om James Bond, har baccaratvarianten chemin de fer – i boken kallad baccarat – en central roll i handlingen.